# UFC 15
UFC 15: Collision Course è stato un evento di arti marziali miste organizzato dall'Ultimate Fighting Championship il 17 ottobre 1997 a Bay St. Louis, Mississippi.  L'evento è stato visto dal vivo su pay-per-view negli Stati Uniti e successivamente pubblicato su home video.

## Retroscena
UFC 15 è stato caratterizzato da un incontro per lo UFC Heavyweight Championship tra Maurice Smith e Tank Abbott. Abbott è stato chiamato come sostituto dell'ultimo minuto per Dan Severn, che non poteva combattere a causa di un infortunio alla mano.
UFC 15 prevedeva un Superfight tra Randy Couture e Vitor Belfort, un torneo dei pesi massimi e due incontri alternativi. Il Superfight è stato pubblicizzato come un incontro per l'eliminazione del titolo dei pesi massimi, che può essere descritto come un incontro del contendente n. 1, il che significa che il vincitore avanzerebbe per competere per il UFC Heavyweight Championship al prossimo evento, UFC Japan.
Lo spettacolo ha segnato anche l'ultimo evento con la partecipazione di Bruce Beck, che era stato il principale play-by-play a partire da UFC 4. È stato sostituito da Mike Goldberg in UFC Japan.
"Collision Course" ha segnato un cambiamento importante nelle regole dell'UFC, con limitazioni sulle aree di attacco consentite. testata, colpi all'inguine, colpi alla parte posteriore del collo e alla testa, colpi di ginocchia a un avversario a terra, calpestare la testa, calci a un avversario a terra, piccola manipolazione articolare e strappare i capelli sono diventati tutti ufficialmente illegali.

## Risultati
- Eventuale ripescaggio nel torneo dei Pesi Massimi:  Alex Hunter contro  Harry Moskowitz

Hunter sconfisse Moskowitz per decisione.
- Eventuale ripescaggio nel torneo dei Pesi Massimi:  Dwayne Cason contro  Houston Dorr

Cason sconfisse Dorr per KO Tecnico a 3:42.
- Semifinale del torneo dei Pesi Massimi:  Mark Kerr contro  Greg Stott

Kerr sconfisse Stott per KO (ginocchiata) a 0:19.
- Semifinale del torneo dei Pesi Massimi:  Dave Beneteau contro  Carlos Barreto

Beneteau sconfisse Barreto per decisione. Benetau non poté continuare il torneo causa sfinimento e venne sostituito con Dwayne Cason.
- Incontro categoria Pesi Massimi:  Randy Couture contro  Vítor Belfort

Couture sconfisse Belfort per KO Tecnico (pugni) a 8:17.
- Finale del torneo dei Pesi Massimi:  Mark Kerr contro  Dwayne Cason

Kerr sconfisse Cason per sottomissione (strangolamento da dietro) a 0:54 e vinse il torneo dei pesi massimi UFC 15.
- Incontro per il titolo dei Pesi Massimi:  Maurice Smith (c) contro  Tank Abbott

Smith sconfisse Abbott per sottomissione (colpi) e mantenne il titolo dei pesi massimi.